# Николаевка (Смелянский район)
Николаевка (укр. Миколаївка) — село в Смелянском районе Черкасской области Украины.
Население по переписи 2001 года составляло 625 человек. Почтовый индекс — 20732. Телефонный код — 4733.

## Местный совет
20730, Черкасская обл., Смелянский р-н, с. Малая Смелянка, ул. Ленина, 9